# 莉亞·卡浦爾
莉亞·卡浦爾（英語：Rhea Kapoor，1987年3月5日—）是印度寶萊塢電影製片人。作品包括《Aisha》、《Khoobsurat》和《Veere Di Wedding》。
她的父親安尼·卡浦爾和姐姐索娜姆·卡普爾均为知名宝莱坞演员；伯父博尼·卡浦爾也是電影製片人。